# گینیملاگاها
گینیملاگاها (به لاتین: Ginimellagaha) یک منطقهٔ مسکونی در سری‌لانکا است که در ناحیه گاله واقع شده‌است.